# Cis setarius
Cis setarius là một loài bọ cánh cứng trong họ Ciidae. Loài này được Sharp in Blackburn & Sharp miêu tả khoa học năm 1885.